# Chris Blackwell
Christopher Percy Gordon "Chris" Blackwell, född 22 juni 1937 i London, är en brittisk affärsman och tidigare skivproducent och grundare av Island Records (1959).
Island Records har kallats "en av Storbritanniens stora oberoende etiketter". Enligt Rock and Roll Hall of Fame, till vilken Blackwell invaldes 2001, är han "den främsta personen för att få världen att lyssna till reggaemusik."
Blackwell var en av mottagarna av Polarpriset 2023, för sina stora insatser för att sprida reggae till en bredare publik.